# Sado (Japonia)
Sado (jap. 佐渡市 Sado-shi) – miasto położone na wyspie Sado (佐渡島 Sado-shima lub 佐渡ヶ島 Sado-ga-shima) na Morzu Japońskim (w odległości ok. 40 km od zachodniego wybrzeża głównej wyspy Honsiu (Honshū), w regionie Chūbu (prefektura Niigata, w Japonii). 
Od 2004 roku miasto i wyspa stanowią geograficzną i administracyjną jedność. Powierzchnia wyspy Sado wynosi 854,81 km², a miasta (cała wyspa Sado wraz z mniejszymi wyspami) 855,68 km². Do XIX w. wyspa stanowiła prowincję Sado (Sado-no-kuni). Obecnie jest częścią prefektury Niigata.

## Geografia
Dzisiejsze miasto Sado, z populacją około 60 tys. mieszkańców, jest położone wśród łagodnych, latem zielonych wzgórz i portów rybackich. 
Wyspa Sado ma charakterystyczny kształt przypominający znak błyskawicy „⚡” i można ją podzielić na trzy części: góry Ōsado na północy, góry Kosado na południu i równinę Kuninaka pomiędzy nimi. Ōsado są wyższe i są wśród nich: najwyższy Kinpoku (1172 m), Myōken (1042) i Donden (940). W górach wytyczono sieć pieszych szlaków. Na drodze Ōsado Skyline znajduje się punkt widokowy o nazwie Haku-un-dai, oferujący widok na całą wyspę.
Pasmo Kosado, zwrócone ku wybrzeżu Honsiu (Honshū) jest niższe. Najwyższym szczytem jest Ōji (646 m).

## Historia
Miasto zostało utworzone 1 marca 2004 z połączenia wszystkich miast, miejscowości i wsi znajdujących się na wyspie: Ryōtsu, Aikawa, Sawata, Kanai, Niibo, Hatano, Mano, Ogi, Hamochi i Akadomari.

### Miejsce zsyłki
W przeszłości wyspa była miejscem wygnania dla trudnych lub niewygodnych osób. Była to kara ustępująca pod względem surowości jedynie karze śmierci, między innymi z powodu ciężkich zim na Sado. Nie spodziewano się powrotu wygnanych. Były cesarz Juntoku (1197–1242) został zesłany na Sado po zamieszkach ery Jōkyū w 1221 roku. Spędził na niej dwadzieścia lat, aż do swojej śmierci w 1242. Na wyspę zostali również zesłani: mnich buddyjski Nichiren Daishōnin (1222–1282) trzy lata przed ułaskawieniem w 1274 oraz, z nieznanych przyczyn, dramatopisarz teatru nō, Motokiyo Zeami (ur. 1363 lub 1364 – zm. 1443 lub 1444) w 1434 roku.

### Kopalnie złota
W okresie Edo (1603–1868) wyspa Sado przeżywała gwałtowny rozwój gospodarczy dzięki odkryciu złota w Aikawa. Kopalnie były głównym źródłem dochodów dla siogunatu (bakufu) rodu Tokugawa, który bezpośrednio kontrolował wyspę i jej kopalnie. Górnicy, wśród których byli skazańcy, sieroty i bezdomni przywiezieni z głównych wysp, pracowali jak niewolnicy.
Najbardziej produktywną kopalnią była Sado Kinzan produkująca rocznie prawie 400 kg złota oraz mniejsze ilości srebra i miedzi. Kopalnia działała przez cały okres Edo. Dziś jest otwarta dla zwiedzających.
W dawnych czasach Japonia była znana w świecie zachodnim jako „kraina złota”. Wydobycie złota w Japonii sięga co najmniej VIII wieku, a w połowie XVII wieku produkowała około 20% światowej produkcji złota.

## Ludność
W 2000 roku wyspę zamieszkiwało 72 173 osób. Liczba mieszkańców wyspy zmniejsza się od lat 60. XX wieku, gdy populacja liczyła 113 296 osób. Podobny trend panował w innych, oddalonych od miast, obszarach Japonii po II wojnie światowej, gdy młodzi ludzie przenosili się do zurbanizowanych obszarów. 32,1% populacji wyspy przekroczyło 65. rok życia, co jest współczynnikiem znacznie wyższym od średniej krajowej. Jest to jedyna grupa wiekowa, w której odnotowuje się przyrost.

## Galeria

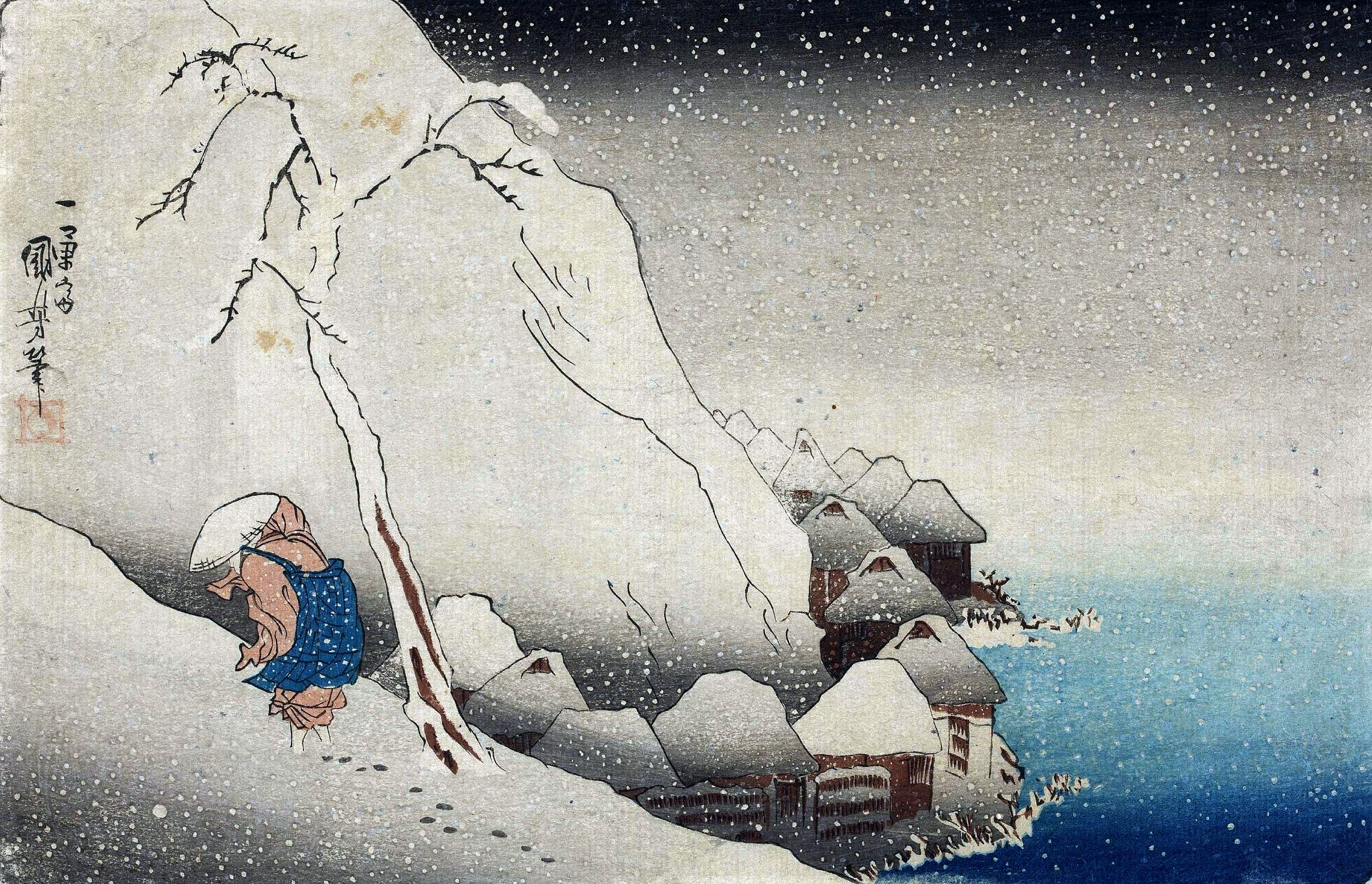
Kuniyoshi Utagawa (1798-1861), Nichiren brnący w śniegu w wiosce Tsukahara na wyspie Sado
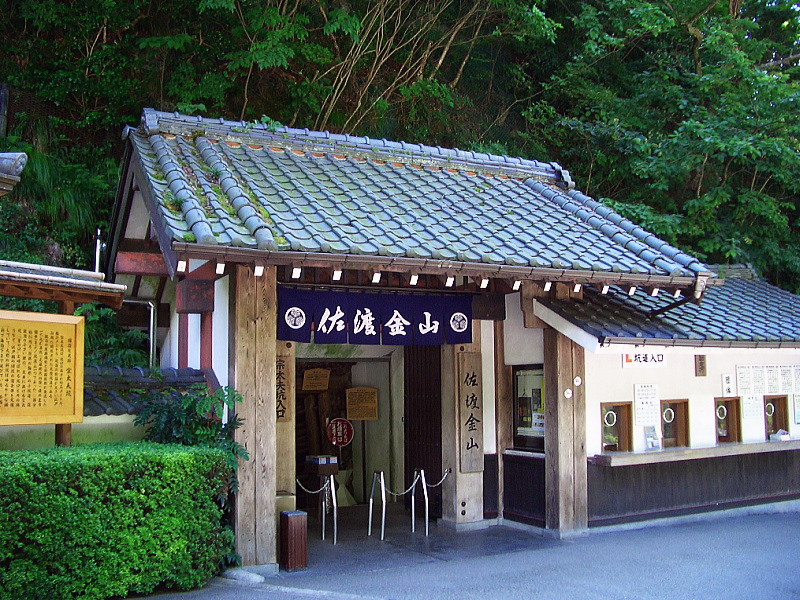
Wejście do kopalni złota Sado Kinzan
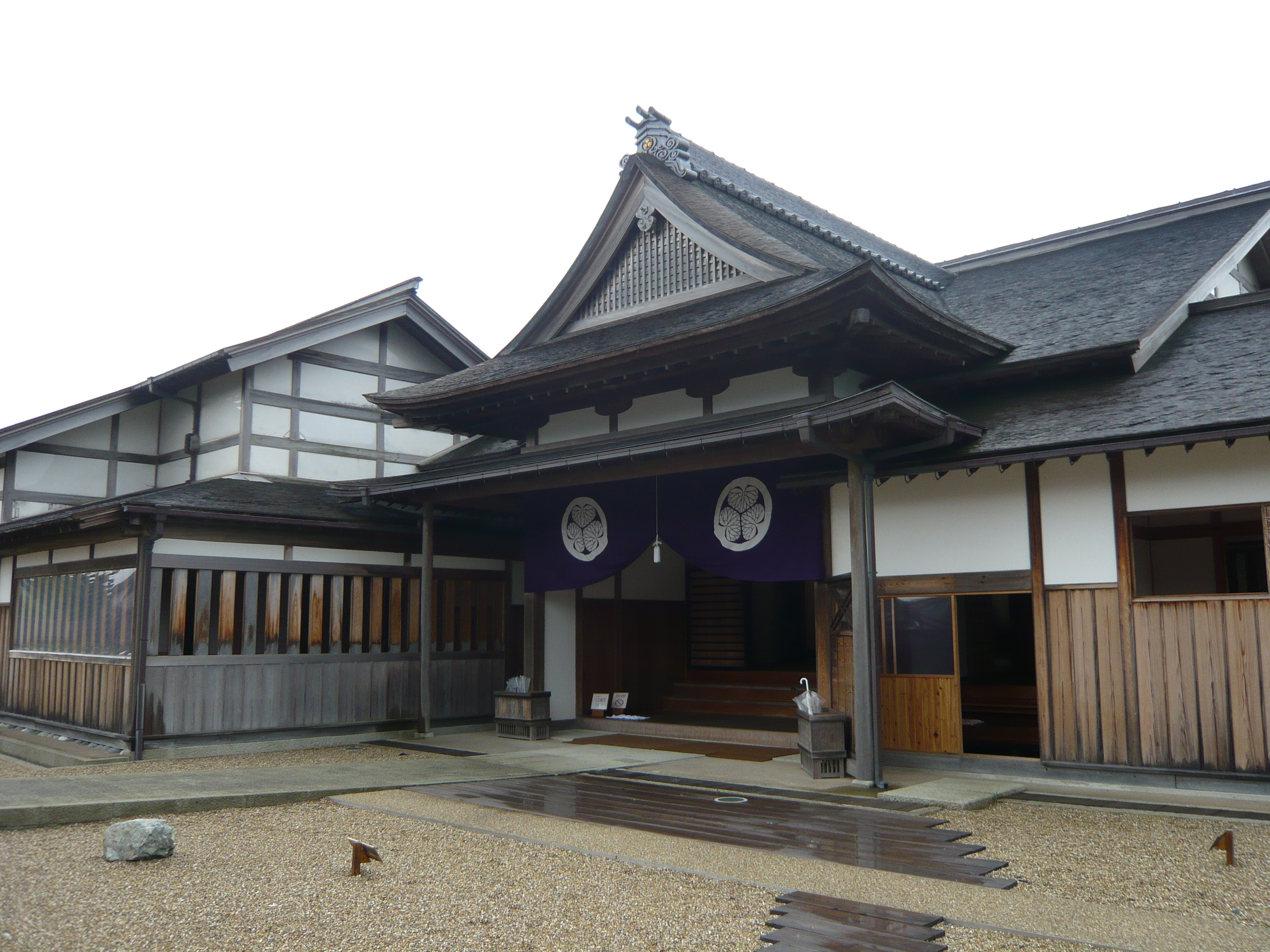
Zrekonstruowana siedziba zarządcy kopalni z ramienia siogunatu
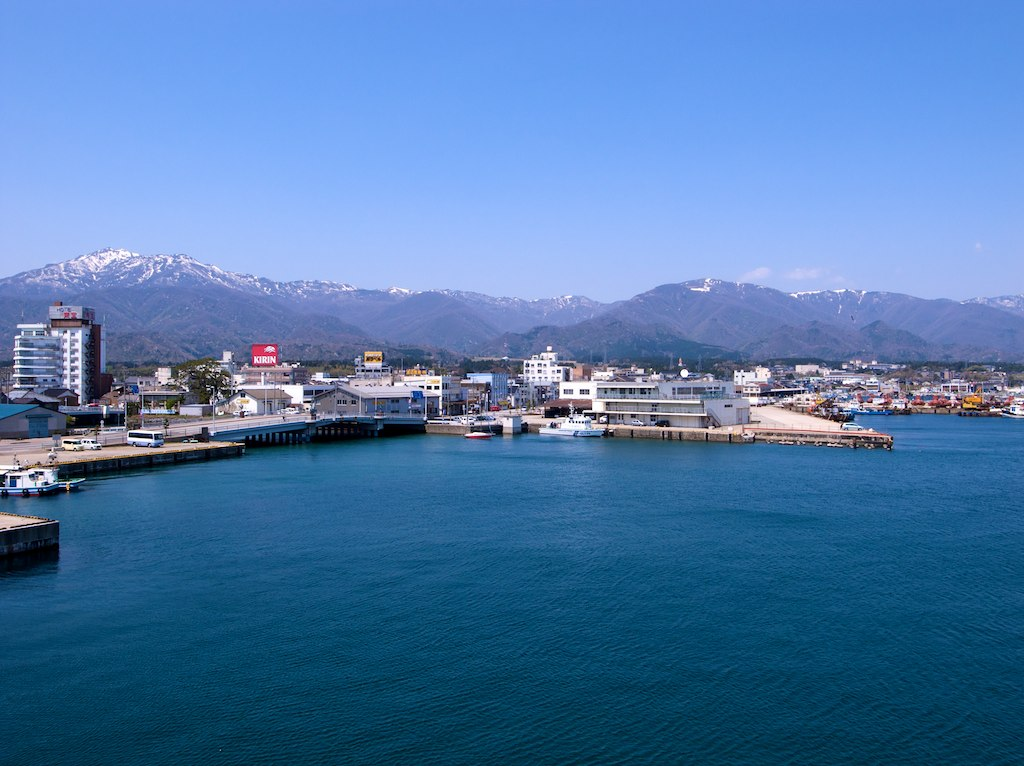
Port Ryōtsu